# Іскри
Іскри (пол. Iskrowie) — український шляхетський козацький рід. За даними польського геральдиста Адама Бонецького, був представлений у Белзькому та Волинському воєводствах; за легендою, перший відомий представник роду Яків Острянин.

## Історія
За легендою, першим відомим представником роду був Яків Острянин родом з Чернігівщини, з міста Остер. Згодом представники роду розселилися на території Полтавського, Стародубського, Переяславської полків.
Острянин мав двох синів Івана та Юрія.
Його син, Іван Якович, наказний гетьман, убитий у 1659. Онук Іскра, Іван Іванович, полковник полтавський, страчений разом з Василем Кочубеєм за донос на гетьмана Івана Мазепу.
Інший син Якова Остряниці, Юрій Якович. Його син, Захар Юрійович, був Корсунським полковником. Він був заарештований разом з Іваном Іскрою з приводу доносу на гетьмана Мазепу. Після реабілітації отримав назад свої маєтності. Оселився на території Стародубського полку, був там сотником, потім полковим обозним у тому ж полку.
Рід Іскр внесений в VI і II частини родовідних книг Київської та Полтавської губерній Російської імперії.
Внесені як дворяни Російської імперії до «Малоросійського гербовника».

## Представники
- Мартин Іскра-Зерванський, згаданий у записах львівських судів у 1504—1506 роках; дружина — Катерина Білецька з Білки
- Іван, 1511 року дав свідчення в Перемишлі
- Яків, 1543 року мав справу зі Зелінським
- Мартин — торговицький урядник князя Корецького 1575 року
- ? — дідич села Чехи у Львівській землі 1578 року
- Теодора Мартинівна — у 1579 році була дружиною Остафія Хомича Мокренського
- Софія — дружина князя Матвія Масальського 1613 року
- Войтіх; 1623 року в луцькому гродському суді зареєстровано його заповіт
- Маріанна — дружина Андрія Сіцинського 1642 року
- Михайло (пом. до 1705) — буський стольник
- Іван — мозирський стольник у 1705 році
- Андрій — буський стольник
  - Андрій; ймовірно, його удова Катерина з Янковських разом з Теофілією, дружиною Миколая Дрогойовського, і Анною, дружиною Стефана Кухарського, 1746 року посідали Кокорів і Чехи[2]

- Яків Острянин (? — 1641) — козацький отаман, керівник повстання Острянина 1638 року.
  - Іскра Іван Якович (? — 1659) — полтавський полковник
    - Іскра Іван Іванович (? — 1708) — полтавський полковник, донощик на гетьмана Івана Мазепу.
      - Іскра Йосип Іванович (? — до 1715) — помер бездітним.

  - Іскра Юрій Якович (? — ?) — корсунський полковник.
    - Іскра Захар Юрійович (1650—1730) — корсунський полковник (1699 року з синами Климентом і Григорієм отримали Лисянку (пол. Lisienka), Станишівку і Псищів (пол. Psyszczew[2]).
      - Іскра Климентій Захарович (? — до 1730) — трахтемирівський сотник, переяславський хорунжий.
      - Іскра Іван Захарович — сотник компанійського полку.
      - Іскра Григорій Захарович
      - Іскра Олена Захарівна — дружина компанійського полковника Карпа Часника.

- Вацлав — буський підстолій[2] і стольник,[3] дружиною мала бути Анна Косінська, яка 1693 року викупила Семенівку та Хрустну в Потоцьких
  - Тереза — дружина буського стольника,[4] галицького каштеляна Йосифа Браницького гербу Корчак[3]
  - Олена — дружина Жечицького[2]

- Анеля — дружина Потемпського (Potępska), підкоморія галицького, її кам'яницю для залагодження справ, пов'язаних з будівництвом костелу домініканців у Львові, викупив гетьман Юзеф Потоцький[5].